# Sutter, Kalifornien
Sutter är en census-designated place i Sutter County i Kalifornien. Vid 2010 års folkräkning hade Sutter 2 904 invånare.